# Jambe Arum
Jambe Arum is een bestuurslaag in het regentschap Jember van de provincie Oost-Java, Indonesië. Jambe Arum telt 8123 inwoners (volkstelling 2010).